# Sjinkie Knegt
Sjinkie Knegt (* 5. července 1989 Bantega) je nizozemský reprezentant v short tracku. V roce 2016 vytvořil v Salt Lake City světový rekord na 1500 metrů časem 2:07,943. Jeho trenérem je Jeroen Otter.
Reprezentuje od ledna 2009. Při svém olympijském debutu na olympiádě 2010 ve Vancouveru nepostoupil na žádné trati do finále. Na ZOH 2014 získal bronzovou medaili v závodě na 1000 m a se štafetou obsadil čtvrté místo. Zimní olympijské hry 2018 mu přinesly stříbrnou medaili v závodě na 1500 m. Na ZOH 2022 byl čtvrtý se smíšenou štafetou, sedmý s mužskou štafetou a v závodě jednotlivců na 1000 m byl ve čtvrtfinále diskvalifikován.
Na mistrovství světa v short tracku se stal v roce 2015 vítězem víceboje, v roce 2017 vyhrál na 500 m a v letech 2014, 2017 a 2021 získal titul se štafetou. Má dvacet zlatých medailí z mistrovství Evropy v short tracku: třikrát vyhrál celkově, třikrát na 500 m, třikrát na 1000 m, pětkrát na 1500 m a šestkrát jako člen štafety. V roce 2012 se stal prvním nizozemským mistrem Evropy ve víceboji. Na evropském šampionátu v roce 2014 získal bronzovou medaili, která mu byla dodatečně odebrána za nesportovní gesto v cíli vůči Viktoru Anovi. Ve Světovém poháru vyhrál čtrnáct závodů, z toho šest individuálních, v sezóně 2016/17 byl vítězem celkové klasifikace SP na trati 1500 m.
V roce 2015 byl zvolen nizozemským sportovcem roku. V lednu 2019 utrpěl těžké popáleniny při výbuchu kamen v jeho domě, po návratu k závodění získal přezdívku De Feniks út Fryslân (Fénix z Fríska).